# El paso del Ebro
El paso del Ebro , também conhecida como El Ejército del Ebro e ¡Ay, Carmela!, é uma canção composta originalmente em 1808 contra a invasão francesa na Guerra da Independência Espanhola (1808-1814) e recuperada pelos soldados republicanos como uma das canções da Guerra Civil Espanhola (1936-1939).

## Letra
El Ejército del Ebro
¡Rumba la rumba la rum bam bam!
Una noche el río cruzó,
¡Ay, Carmela, ay, Carmela!
Y a las tropas invasoras
¡Rumba la rumba la rum bam bam!
Buena paliza les dio,
¡Ay, Carmela, ay, Carmela!
Viva la quinta brigada
¡Rumba la rumba la rum bam bam!
Que se ha cubierto de gloria,
¡Ay, Carmela, ay, Carmela!

Luchamos contra los moros
¡Rumba la rumba la rum bam bam!
Mercenarios y fascistas,
¡Ay, Carmela, ay, Carmela!
El furor de los traidores
¡Rumba la rumba la rum bam bam!
Lo descarga su aviación,
¡Ay, Carmela, ay, Carmela!
Pero nada pueden bombas
¡Rumba la rumba la rum bam bam!
Donde sobra corazón,
¡Ay, Carmela, ay, Carmela!
Contrataques muy rabiosos
¡Rumba la rumba la rum bam bam!
Deberemos combatir,
¡Ay, Carmela, ay, Carmela!
Pero igual que combatimos
¡Rumba la rumba la rum bam bam!
Prometemos resistir,
¡Ay, Carmela, ay, Carmela!

## Versões
Tanto com o nome de ¡Ay, Carmela! ou El paso del Ebro, a canção foi gravada em várias versões, entre elas:
- Banda Los Muertos de Cristo no álbum A las barricadas (1995)
- Grupo Zebda, no  álbum Motivés! (2001).
- Grupo argentino Pil, na compilação Pil Presenta La Nueva Sangre Punk (2012).
- Joaquim Leny Escudero no álbum de tango Leny Escudero chante la liberté (1997).
- Banda Bassotti no álbum Así es mi vida (2003).
- Grupo espanhol Canallas no álbum ¡Nunca más! (2000)
- Grupo espanhol El Último Ke Zierre no álbum Que se repartan el mundo (1993).
- Banda The Ex dos Países Baixos